# Inquisidor (Halo)
El Inquisidor (The Arbiter en inglés) (Nombre real según "The Cole Protocol": Thel 'Vadam) es un personaje ficticio en la franquicia de Halo; toma el rol de deuteragonista en la saga de Halo.

## Historia

### Primeras etapas de la vida
Thel 'Vadam nació en el seno de la Familia Vadam los cuales gobernaban un poderoso estado a su nombre en Shangheilos, desde joven fue entrenado como guerrero por su pariente Lak 'Vadamee. Se unió al ejército Covenant durante su estancia en Sanghelios, obteniendo el honor de portar el sufijo "--ee" en su nombre (Thel 'Vadamee de manera formal).
Gracias a sus habilidades como guerrero, fue promovido a Capitán y obtuvo el título de Kaidon otorgado por la milicia Covenant.
La vida de Thel como Kaidon fue importante para la Familia Vadam dado que iba a continuar con el reinado del poderoso Estado de Vadam. Al comienzo de su gobierno, fue atacado por tres asesinos Sangheili, los cuales, armados con espadas de energía intentaron terminar con su vida, después de una corta pero violenta lucha, logró matar a dos de los tres asesinos sin ni siquiera ser ligeramente herido, dejando vivo a uno de los atacantes para de esta forma poder dar con el autor del siniestro, tras una investigación, Thel encontró culpable del atentado a uno de los miembros de la cámara de ancianos de la familia Vadam, Koida 'Vadam, el cual fue ejecutado por el intento de asesinato .
Fue enviado a Caribdis IX, con mando sobre el crucero clase CSS Rayo de la Retribución, a participar en la Batalla de Caribdis IX, siendo supervisado por el Profeta de pesar. Él y otros Sangheili abordaron el Destructor de la UNSC "¿Te sientes con suerte?" con la misión de capturar la base de datos de navegación, pero al lograr acceder al centro de mando, se encontró que los datos habían sido eliminados por el Protocolo Cole antes de que el Destructor fuese incluso abordado.
El y sus equipos de abordaje se retiraron solo para ser testigos de la destrucción de dicha nave, antes de ser llamado al Transporte Sacrificio Infinito, donde se reunió con el Profeta del Pesar en persona. Se le informó de pelotones de marines humanos utilizando armas Covenant modificadas, asegurándole que esto era responsabilidad de piratería a manos de Kig-Yar (Jakals) rebeldes. Fue entonces enviado al sistema Librae 23, para localizar la base de operaciones de los comerciantes de armas, junto con la nave Jackal Un Rezo Cada Día
Al arribar al sistema Librae 23, su Nave fue atacada, primero por fuerzas Jiralhanae (Brutes) y Kig-Yar en el campo de asteroides del sistema, y sucesivamente por fuerzas de abordaje de la nave Kig-Yar Un Rezo Cada Día.
Thel Ordenó la destrucción del Transporte Sacrificio Infinito en el que murieron todos los Kig-Yar del abordaje.
Thel, sin embargo, sobrevivió, y fue capturado por fuerzas Kig-Yar, junto con la mayoría de la tripulación del puente.
A pesar de esto, Thel y su tripulación lograron escapar de la custodia de los Kig-Yar y capturaron un transbordador el cual pilotearon hacia otro trasporte Kig-Yar. Desenbarcaron en la superficie del planeta Metisette y capturaron al líder de los Kig-Yar rebeldes Reth.
Después de escapar del ejército Unggoy (Grunt) al mando de los rebeldes, Thel regresó al transporte Kig -Yar, donde llegó hasta Reth y al interrogarlo se sorprendió de saber que el Kig -Yar estaba aliándose con los humanos con las bendiciones del Alto Profeta de la Verdad para poder encontrar el mundo natal de los humanos.
Reth finalmente logró escapar de la custodia Shangheili con unos cuantos Grunts aun leales a su mando, logrando apagar una barrera de energía y huyendo en una cápsula de escape.
Thel Vadamee, momentos después se percató de que en el cinturón de asteroides del sistema conocido como "Los Escombros" fuerzas de la UNSC y Kig-Yar habían comenzado a combatir, él y su tripulación a continuación, abordaron el Transporte Tesoro infinito, y se confrontaron cara a cara con el Espartan Jai-006, el Espartan rápidamente embistió a Thel, logrando desarmarlo can bastante agilidad, provocando que éste perdiera su espada de energía, para inmediatamente sacar una navaja de combate.
Ambos guerreros se miraron fijamente por unos segundos antes de que el espartan notara que el marine que había ido a rescatar estaba muerto desde hacía varios minutos. Decidiendo que lo más prudente en ese momento era retirarse, el espartan y las fuerzas de la UNSC que habían abordado la nave, retrocedieron a su punto de extracción, Thel y su tripulación, aun sorprendidos por lo sucedido, procedieron a avanzar hacia el puente y commandaron el Tesoro infinito.
Thel, al mando del Tesoro infinito consiguió destruir la mayoría de los impulsores de masa de la base de operaciones de los Kig -Yar, pero inmediatamente, El reducto, una de los muchos emplazamientos rebeldes fue destruido por un misil nuclear "Shiva" de la UNSC, matando prácticamente a todos los Grunt y Jackals que lo habitaban, entre ellos al líder de los piratas Reth; habiendo sucedido esto, el Proyecto Éxodo salió del sistema.
Thel Vadamee, entonces, decidió que lo mejor que podía hacer era esperar a que los Profetas de la Verdad y Pesar arribaran al sistema e informarle de lo sucedido a su compañero, Zhar. Tras presentar el informe de lo ocurrido y del fracaso de su misión, Zhar, quien estaba a cargo de la operación, intento de asesinar a los profetas al creer que se ordenaría su ejecución, sin embargo, a pesar de que ambos shangheili eran compañeros desde sus días como aprendices en la academia Thel activo su propia espada de energía y la llevó amargamente hacia Zhar terminando con su vida. Este acto hizo que Verdad le perdonara la vida y le diera el comando de una nave en la flota Particular Justice la cual, en ese tiempo era una nueva flota apenas construida en el imperio Covenant

### Supremo Comandante
A su regreso y en signo de su lealtad a los nobles jerarcas, se le ofreció un lugar en la Flota espacial de Justicia con el título de Supremo Comandante. Como el Comandante Supremo de la flota, dirigió el Pacto fuerzas victoriosas en la Primera Batalla de Reach.

### Halo: Combat Evolved
Thel(El Inquisidor), era el Supremo Comandante de la flota Covenant llamada Particular Justice. Participó en el ataque a Reach, Colonia militar del UNSC persigiendo a The Pillar of Autumn hasta llegar a la Instalación 04 "Alpha Halo" pero se vio forzado a retirarse cuando los Flood se esparcieron por todo halo y posteriormente el Jefe Maestro logró destruir el anillo sobrecalentando los motores de la nave UNSC The Pillar of Autumn eliminando a los Flood en el anillo y una buena parte de la flota Particular Justice.

### Halo 2
Al volver a Suma Caridad recibió un juicio por parte de los Profetas Jerarcas y el Concilio, lo que terminó en su destitución del cargo como Supremo Comandante y en su castigo a manos del Profeta Jerarca de la Verdad. Luego el cabecilla Brute Tartarus lo desnudó totalmente y lo marcó con "La marca de la vergüenza" frente a la mayor parte del Covenant. Aunque los Profetas Jerarcas de la Verdad y Piedad le dieron la oportunidad de ser el Inquisidor.No tuvo opción ya que era la única forma de que su nombre quedara limpio y poder continuar con los profetas en "El Gran Viaje"
Su primer misión era acabar con un grupo de Elite y Grunts herejes liderados por Sesa 'Refumee que se habían separado del Covenant al saber la verdad sobre El Gran Viaje y los Forerunner y se habían atrincherado en el planeta gaseoso Threshold orbitando los restos de Alpha Halo en una mina de gas flotante Foreunner. Su trabajo era matar a su líder Sesa 'Refumee, ayudado por el Comandante Spec Ops Rtas 'Vadum. La misión terminó con la mina destruida, acabando con un significativo número de herejes y Flood(que habían liberado los Herejes), Sesa 'Refumee muerto y con el Inquisidor conociendo al monitor 343 Guilty Spark.
Después de la muerte del Profeta Jerarca del Pesar a manos del Spartan 117 en Delta Halo, al Inquisidor le fue encomendado buscar el índice (similar al de Alpha Halo) que estaba la instalación 05 recién descubierta en la biblioteca. Una vez más él fue ayudado por Rtas 'Vadum en su búsqueda. Pero al final fue traicionado por Tartarus, quien se llevó el índice y lo lanzó al interior de la biblioteca aparentemente matándolo.
Cuando despertó se vio atrapado en los tentáculos de Gravemind, el cerebro Flood y vio cara a cara a su contraparte humana, el Jefe Maestro causante de toda su desgracia... de que lo desnudaran y marcaran. Instruidos por Gravemind para detener a Verdad y al Covenant de activar el anillo, cada uno iría a un lugar específico en busca del índice el Jefe Maestro fue transportado a Suma Caridad y el guerrero Elite a Delta Halo donde tomó venganza en los Brutes ayudado por varios Elite y Grunts también traicionados por el Covenant, así comenzando la Guerra Civil Covenant. Se encontró con el Sargento Johnson además de un grupo de Marines que iban a ser asesinados por los Brutes, salvándolos y siendo escoltado por Johnson en un Scarab mató a Tartarus en combate en la Sala de Control, salvando a Miranda Keyes, al monitor y evitando el disparo de la Instalación 05. Sin embargo el anillo logró enviar un mensaje a los otros 5 anillos a esperar activación remota, 343 Guilty Spark dijo que podrían ser disparados desde el Arca.

### Halo 3
Después de llegar a la Tierra, el Inquisidor y el Jefe Maestro pelearon lado a lado todo el tiempo contra las fuerzas atacantes Covenant hasta que un crucero Covenant infestado llegó a la Tierra, Verdad activó un portal al Arca y desapareció dejando aturdida la flota humana, pero no estaban solos. La Flota Sangheili dirigida por Rtas 'Vadum en Shadow of Intent llegó a tiempo para mandar refuerzos al Inquisidor y al Jefe Maestro, ayudándolos a destruir a los Flood, en la nave encontraron una grabación de Cortana que decía que Suma Caridad se dirigía a la Tierra y que en el Arca había una manera de destruir a los Flood.
Cruzando el portal al Arca, el Inquisidor y el Jefe Maestro, tuvieron que localizar el cartógrafo un especfie de mapa Forerunner.Donde podrían localizar a verdad desde donde planeaba encender todos los anillos sagrados, ahora con la ayuda de los Sangheili, debían desactivar el escudo hacia la ciudadela que precisamente verdad había colocado.Para lograrlo tenían que dirigirse a tres distintas torres.El Inquisidor junto con los otros elites lograron desactivar la segunda torre, pero para poder abrir una brecha era necesario que se desactivaran 3, desgraciadamente verdad logró capturar al el sargento Johnson antes de que pudiera desactivar la última barrera.
Con ayuda del Jefe Maestro logró desactivar la barrera pero para su mala suerte arribo el Gravemind junto con todo su ejército de Flood, lograron llegar a la ciudadela del Arca, donde estaba Verdad y tras ellos comenzaron a llegar los Flood que rápidamente se esparcieron por el sitio.
Al entrar a la fortaleza llegaron los Flood, en ese momento el Gravemind les comentó que estaba de su lado y que ayudaría a detener lo que Verdad había comenzado. Pero al arribar se encontraron con que la Comandante Miranda Keyes había sido asesinada por el Profeta Verdad. Una vez que el Inquisidor mata a Verdad, Gravemind los traiciona, intentando matarlos, aunque logran escapar. En su escape el inquisidor se encuentra con que el Jefe Maestro encontró un Halo en construcción en el arca que los Forerunner no habían terminado y su idea era acabar con los Flood y con el Arca activando ese Halo pero para ello tenía que recuperar a Cortana. El Jefe Maestro se dirige a Suma Caridad para recoger a Cortana; después de logralo, se ve obligado a escapar de Suma Caridad, ya que Cortana, hizo que el Jefe Maestro sobrecargara los reactores de suma caridad, a su vez encontrándose con una señal amistosa que no era nada menos que El Inquisidor que se encontraba ahí para ayudarlos. Juntos se fueron al Halo que el jefe había localizado en el Arca y después de varias dificultades logran activarlo, destruyendo a 343 Guilty Spark pues él no quería que activaran Halo en ese momento, pero a costa de la vida del Sargento Johnson. El Inquisidor y el Jefe Maestro hacen una última huida por el anillo en plena destrucción y llegando a la fragata Forward Unto Dawn. El disparo del anillo hizo que este mismo se partiera por su temprana activación y cayera sobre el arca haciendo colapsar el portal a la tierra justo cuando la nave lo cruzaba, haciendo que el Forward Unto Dawn se partiera en dos; en la parte delantera se encontraba el Inquisidor que logra pasar el portal y llegar a la Tierra, pero el Jefe Maestro se queda con Cortana en la parte trasera, a la deriva en el espacio.
Una vez hechos los honores a los soldados caídos en la guerra contra El Covenant y los Flood, el Inquisidor toma control de la Flota Sangheili que Rtas 'Vadum le cede y regresan a Sanghelios creyendo que, aparentemente, el Jefe murió en la explosión del anillo; lamentando la desaparición del SPARTAN, ya que durante por todo lo que pasaron juntos habían llegado a respetarse el uno al otro.
Pero el jefe maestro logró sobrevivir atrás de la nave diciéndole a Cortana que todo había acabado cuando Cortana le dice que mandara un mensaje pero no sabe el tiempo en el que llegará, que podrían ser muchos años en esto el Jefe Maestro le dice que cuando haya un problema que lo despierte.

### Descripción
Tiene una armadura de bronce, su arma característica es su legendaria espada de energía, llamada ¨Casta¨ por los Profetas, como todos los elites tiene 4 mandíbulas y con un pico de la armadura por en medio de 2/4 partes de la boca en forma diagonal, cuello circular un poco más largo que el de un humano, ojos cafés oscuros, pies con 2 dedos y su armadura es la más fuerte del imperio Sangheili, pero su coraza no es nueva y no dura tanto con el camuflaje activo.
- Datos: Q2739920